# بوهودة
بوهودة جماعة قروية وقرية مغربية شمال المملكة، تنتمي إلى إقليم تاونات الجبلية، شمالي مدينة فاس، تضم بلدة بوهودة 28.234 نسمة (إحصاء 2016).